# Moorook
Moorook är en ort i Australien. Den ligger i kommunen Loxton Waikerie och delstaten South Australia, omkring 180 kilometer nordost om delstatshuvudstaden Adelaide. Den ligger vid sjön Wachtels Lagoon.
Trakten runt Moorook är nära nog obefolkad, med mindre än två invånare per kvadratkilometer.. Närmaste större samhälle är Barmera, nära Moorook. 
Omgivningarna runt Moorook är i huvudsak ett öppet busklandskap. Genomsnittlig årsnederbörd är 304 millimeter. Den regnigaste månaden är februari, med i genomsnitt 66 mm nederbörd, och den torraste är oktober, med 7 mm nederbörd.